# James Rowland
James Anthony (Jim) Rowland (1 de noviembre de 1922 – 27 de mayo de 1999), Mariscal del Aire, fue un comandante general en la Fuerza Aérea Real Australiana (RAAF), sirviendo como Jefe del Personal Aéreo (CAS) de 1975 a 1979. Más tarde ocupó el cargo de Gobernador de Gales Del sur Nuevo de 1981 a 1989, y fue Canciller de la Universidad de Sídney de 1990 a 1991. Nacido en un sector rural de Nueva Gales del Sur, Rowland abortó sus estudios de ingeniería aeronáuticos en la Universidad de Sídney para unirse a la RAAF en 1942. Fue asignado a Gran Bretaña y sirvió como piloto bombardero con el Pathfinder (RAF) en la II Guerra Mundial, ganando la Cruz de Cruz de Vuelo Distinguido en 1944. Al año siguiente se vio forzado a aterrizar en Alemania tras una colisión con otra aeronave Aliada, pasando el resto de la guerra como prisionero.